# Lotus Eclat
Lotus Type 76 и Type 84 — переднемоторное, заднеприводное купе, выпускавшееся с 1974 по 1982 год. Eclat базируется на шасси Lotus Elite, но имеет кузов типа fastback, что позволило увеличить вместимость багажника. Eclat серии 1 (1974—1980) имел 2-х литровый 160-сильный двигатель Lotus 907. Позднее, в 1980—1982 гг. автомобиль стали оборудовать двигателем Lotus 912 объёмом 2.2 литра, но из-за жёстких экологических норм мощность осталась в пределах 160 л.с. Атмосферная и турбо-версия двигателя Lotus 907 также использовались на машинах Lotus Esprit.